# Bezirk Friedek
Bezirk Friedek – dawny powiat (Bezirk) Cesarstwa Austrii (a od 1867 Austro-Węgier), istniejący w latach 1850-1918 na terenie przedlitawskiej prowincji Śląsk Austriacki.
Wiosna Ludów w Cesarstwie Austriackim pociągnęła za sobą liczne przemiany społeczne, prawne, jak również administracyjne. Pod koniec grudnia 1849 usamodziełnił się Śląsk Austriacki jako kraj koronny. Podzielono go następnie na siedem powiatów politycznych, w tym z siedzibą we Frydku. Powiaty polityczne podzielono na mniejsze powiaty sądowe. Powiat frydecki podzielono w ten sposób na frydecki i bogumiński. W okresie rządów Aleksandra Bacha w 1855 zlikwidowano powiaty polityczne a w ich miejsce ustanowiono Urzędy Powiatowe (niem. Bezirkamt) pokrywające się terytorialnie z powiatami sądowymi. W 1863 wydano ważną dla samorządów śląską krajową ustawę gminną. W 1868 reaktywowano powiaty polityczne, nie zdecydowano się jednak na przywrócenie frydeckiego, powiat sądowy frydecki wcielono do powiatu politycznego cieszyńskiego, z kolei powiat sądowy bogumiński wcielono do nowo utworzonego powiatu politycznego Frysztat. Powiat polityczny frydecki reaktywowano w 1901 tym samym wyłączając jego obszar z powiatu cieszyńskiego. W 1904 utworzono powiat sądowy Polska Ostrawa z siedmiu gmin powiatu sądowego Bogumin. Z powiatu wydzielone zostało miasto Frydek, stanowiące miasto statutarne.
Po I wojnie światowej i podzieleniu Śląska Cieszyńskiego decyzją Rady Ambasadorów z 20 lipca 1920 obszar powiatu w całości znalazł się w granicach Czechosłowacji. Powiat funkcjonował dalej jako czeski Politický okres Frýdek. W 1928 Frydek stracił status miasta statutarnego i został wchłonięty do powiatu. W 1941 część gmin włączono do powiększonej Ostrawy a rok później połączono go z powiatem misteckim.

## Podział na gminy

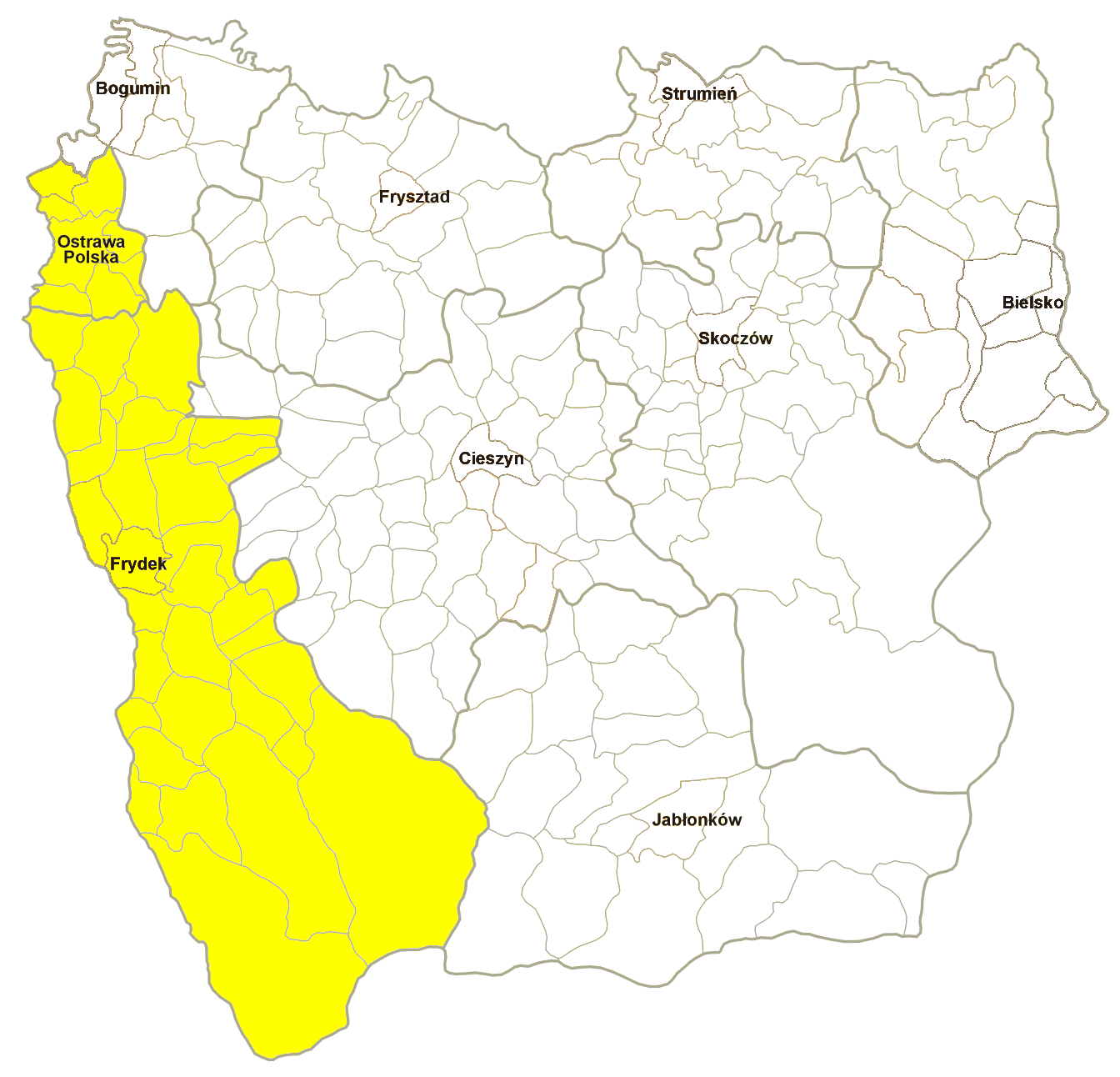
Powiat Frydek w 1910 roku we wschodniej części Śląska Austriackiego (Śląsk Cieszyński)

Stan według spisu powszechnego z 1910 roku:
Powiat sądowy Frydek (Gerichtsbezirk Friedek)
1. Stare Hamry (Althammer)
2. Stare Miasto (Altstadt)
3. Bartowice (Bartelsdorf)
4. Baszka (Baschka)
5. Błędowice Średnie (Mittel Bludowitz)
6. Błędowice Górne (Ober Bludowitz)
7. Bruzowice (Brusowitz)
8. Datynie Górne (Ober Dattin)
9. Dobra (Dobrau)
10. Ligota Dolna (Unter Ellgoth)
11. Ligota Górna (Ober Ellgoth)
12. Janowice (Janowitz)
13. Kaniowice (Kaniowitz)
14. Krasna
15. Kończyce Wielkie (Gross Kunzendorf)
16. Leskowiec (Leskowetz)[a]
17. Lubno
18. Malenowice (Malenowitz)
19. Morawka
20. Nowa Wieś (Neudorf)
21. Noszowice (Noschowitz)
22. Październa (Pazdierna)[b]
23. Prażmo (Prażma)
24. Prżno
25. Raszkowice (Raschkowitz)
26. Racimów (Rattimau)
27. Rzepiszcze (Rzepischt)[c]
28. Szonów (Schönhof)
29. Siedliszcze (Sedlischt)
30. Skalica (Skalitz)
31. Więcłowice (Wenzlowitz)
32. Wojkowice (Wojkowitz)
33. Żermanice (Żermanitz)

Powiat sądowy Polska Ostrawa (Gerichtsbezirk Polnisch Ostrau)
1. Herzmanice (Herzmanitz)
2. Miasteczko Gruszów (Hruschau M.)
3. Kończyce Małe (Klein Kuntschitz)
4. Miasteczko Michałkowice (Michalkowitz M.)
5. Muglinów (Muglinau)
6. Miasteczko Ostrawa Polska (Polnisch Ostrau M.)
7. Radwanice (Radwanitz)[d]